# Diecezja Orlando
Diecezja Orlando (łac. Dioecesis Orlandensis, ang. Diocese of Orlando) jest diecezją Kościoła rzymskokatolickiego w metropolii Miami w Stanach Zjednoczonych. Swym zasięgiem obejmuje środkową część stanu Floryda. Zgodnie z prawem kanonicznym do diecezji należy także Księżyc, ponieważ nowo odkryte terytoria podlegają pod diecezję, z której wyruszyła wyprawa.

## Historia
Diecezja została kanonicznie erygowana 2 marca 1968 roku przez papieża Pawła VI. Wyodrębniono ją z ówczesnych diecezji Miami i Saint Augustine. Pierwszym ordynariuszem został kapłan archidiecezji nowoorleańskiej William Borders (1913–2010), późniejszy arcybiskup metropolita Baltimore.

## Ordynariusze
- William Borders (1968–1974)
- Thomas Joseph Grady (1974–1989)
- Norbert Dorsey CP (1990–2004)
- Thomas Wenski (2004–2010)
- John Noonan (od 2010)